# ماری دوبوآ
ماری دوبوآ (فرانسوی: Marie Dubois‎؛ ۱۲ ژانویهٔ ۱۹۳۷ – ۱۵ اکتبر ۲۰۱۴) یک هنرپیشه اهل فرانسه بود.
از فیلم‌ها یا برنامه‌های تلویزیونی که وی در آنها نقش داشته‌است می‌توان به به پیانیست شلیک کن، ژول و ژیم، کلاهبردار، عموی آمریکایی‌ام، جنجال بزرگ، بی‌گناه، دایره عشق و زن زن است اشاره کرد.